# مسنجر (فضاپیما)
مسنجر (فضاپیما) (به انگلیسی: MESSENGER) نام فضاپیمایی است که توسط ناسا و برای گردش به دور سیاره تیر ساخته شد. مسنجر اولین فضاپیمایی است که به‌طور خاص برای مطالعه سیاره تیر ساخته شده است. مأموریت این فضاپیما تحقیق در رابطه با مواد شیمیایی، آب و هوای آن و میدان مغناطیسی موجود در تیر است. این فضاپیما در اوت ۲۰۰۴ توسط موشک دلتا ۲ به فضا پرتاب شد.
در تاریخ ۳۰ مارس ۲۰۱۵ پس از ۱۱ سال، مأموریت این فضاپیما با کوبیده شدن به سطح سیاره تیر پایان یافت.

## نمای کلی مأموریت
مأموریت رسمی جمع‌آوری داده‌های مسنجر در ۴ آوریل ۲۰۱۱ آغاز شد. مأموریت اولیه در ۱۷ مارس ۲۰۱۲ با جمع‌آوری نزدیک به ۱۰۰ هزار تصویر تکمیل شد. مسنجر در ۶ مارس ۲۰۱۳ به نقشه‌برداری ۱۰۰٪ از عطارد دست یافت و اولین مأموریت طولانی مدت یک ساله خود را در ۱۷ مارس ۲۰۱۳ به پایان رساند. دومین مأموریت طولانی کاوشگر بیش از دو سال به طول انجامید، اما با کاهش مدار پایین آن، برای جلوگیری از برخورد، نیاز به تقویت مجدد داشت؛ و راه‌اندازی نهایی خود را در ۲۴ اکتبر ۲۰۱۴ و ۲۱ ژانویه ۱۵ انجام داد، سرانجام در ۳۰ آوریل ۲۰۱۵ به عطارد برخورد کرد.
در طول اقامت خود در مدار عطارد، ابزارهای کاوشگر داده‌های قابل توجهی را به دست آوردند، از جمله توصیف میدان مغناطیسی عطارد و کشف یخ آب در قطب شمال سیاره، که مدت‌ها بر اساس داده‌های رادار مبتنی بر زمین مشکوک بود.